# Helmert Mulder
Helmert Richard Mulder (Utrecht, 26 januari 1923 – Hellevoetsluis, 1994) was een Nederlands tekenaar, grafisch ontwerper en aquarellist. Hij is vooral bekend als tekenaar van pikante pin-upgirls,  maar hij maakte ook boekomslagen, beeldromans, cartoons en andere illustraties.
Mulder werd op 26 januari 1923 in Utrecht geboren. Het gezin verhuisde naar Haarlem, omdat zijn vader een baan kreeg bij drukkerij Koningsveld in Leiden. 
Helmert Mulder nam les op de Tekenschool van Piet Nieuwdorp. Daarna kreeg hij les op de Vrije Haarlemse Schildersschool en werd hij lid van de Haarlemse kunstenaarsvereniging Kunst Zij Ons Doel. Zijn leraren waren onder meer Jan Visser, Tom Schutte en Jaap Pander. Zijn eerste baan was retoucheur op de rotogravure-etserij van de firma Joh. Enschedé en Zonen. Begin 1944 werd hij tewerkgesteld in Duitsland. Hij vervalste documenten, werd in augustus 1944 gearresteerd en ter dood veroordeeld, maar het vonnis werd omgezet in gevangenisstraf. Op 17 mei 1945 werd hij, aan tuberculose lijdend, door de Amerikanen bevrijd. Hij had een aantal jaar nodig om te herstellen. Mulder bekwaamde zich waarschijnlijk in die periode in het tekenen van pin-upgirls.  Zijn voorbeeld was de Amerikaanse tekenaar George Petty (1894-1975). 
Vanaf het eerste nummer was Helmert Mulder verbonden aan Pin Up Magazine (1948-1950), maar hij tekende ook voor andere tijdschriften. Mulder maakte niet alleen pin-ups maar bijvoorbeeld ook beeldromans en boekomslagen voor pulpliteratuur. Toen de vraag naar pikante blaadjes afnam, ging Mulder in de reclamewereld aan de slag. Hij tekende voor onder andere Lips, Philips-Duphar, Gilda Caramel- en toffeefabriek, en Van Dungen rumbonen. Hij verzorgde de illustraties en paginaopmaak voor het fotografietijdschrift Focus, en voor de Haarlemse uitgever Keesmaat tekende hij pop-up boeken. Tot aan zijn pensioen werkte hij op de reclameafdeling van Beecham Pharma te Amstelveen. In 1991 verhuisde hij naar Hellevoetsluis, waar hij zich bekwaamde in het aquarelleren volgens de oude Engelse aquareltraditie. Hij stierf in 1994.

## Wetenswaardigheden
- Mulder signeerde zijn pin-ups meestal met HR Miller of Helmert RM.